# 3인의 기사
《3인의 기사》(영어: The Three Caballeros)는 월트 디즈니 애니메이션이 제작한 1944년 미국 만화 영화이다. 오로라 미란다 등이 주연으로 출연하였다.

## 줄거리
도널드 덕의 10주년을 기념하는 이 영화는 공통된 주제로 연결된 7개의 부분으로 구성되어 있다. 영화에서 도널드 덕의 생일(특히 13일의 금요일)에 그는 라틴아메리카의 친구들로부터 세 가지 선물을 받는다. 첫 번째 선물은 영사기로, "Aves Raras"라는 새에 대한 다큐멘터리를 보여준다. 다큐멘터리의 첫 번째 부분은 따뜻한 적도 남미의 날씨를 찾아 나서는 펭귄 파블로의 이야기를 다룬다. 다음 부분은 라틴 아메리카의 특이한 새들에 대해 자세히 설명한다. 이 다큐멘터리 부분에서 그는 특이한 노래 때문에 이름이 붙여진 아라쿠안 새에 대해 알게 된다. 그런 다음 다큐멘터리는 우루과이에서 콘도르 날개를 가진 당나귀를 발견하고 친구가 되는 어린 시절 이야기를 들려주는 한 남자의 관점으로 전환된다.
다음 선물은 브라질 출신의 조제가 도널드에게 준 책이다. 이 책은 브라질의 26개 주 중 하나인 바이아("Baía"로 표기됨)에 대해 이야기한다. 조제는 그들 둘을 작게 만들어 책 안으로 들어갈 수 있게 한다. 도널드와 조제는 활기찬 삼바를 추는 몇몇 현지인들을 만나고, 도널드는 쿠키 판매원인 야야라는 한 소녀에게 마음을 빼앗기지만 실패하고 다른 남자에게 질투심을 느낀다. 여행 후 도널드와 조제는 책을 떠난다.
돌아온 도널드는 세 번째 선물을 열기에는 자신이 너무 작다는 것을 깨닫는다. 조제는 도널드에게 "흑마법"을 사용하여 원래 크기로 돌아가는 방법을 알려준다. 선물을 연 후 그는 멕시코 출신의 판치토를 만난다. 세 사람은 "3인의 기사"라는 이름을 얻고 짧은 축하 행사를 갖는다. 판치토는 도널드의 다음 선물인 피냐타를 선물한다. 판치토는 도널드에게 피냐타에 얽힌 전통에 대해 이야기한다. 조제와 판치토는 도널드의 눈을 가리고 그가 피냐타를 깨도록 시도하게 하여 결국 많은 놀라운 것들을 드러낸다. 조제가 자신의 시가로 폭죽을 터뜨린 사나운 장난감 황소 모양의 폭죽에 의해 도널드가 날아가면서 축하 행사는 막을 내린다.
영화 내내 아라쿠안 새는 무작위 순간에 나타난다. 그는 보통 그의 엉뚱한 행동으로 모두를 놀리고, 때로는 조제의 시가를 훔치거나 조제에게 질투심을 유발하려고 한다. 그의 가장 유명한 장난은 도널드와 조제가 타고 있는 기차의 새로운 선로를 그려서 기차를 분해시키는 것이다.
영화는 7개의 부분으로 구성되어 있다:

### "추위를 싫어하는 펭귄"
이 부분은 스털링 홀러웨이가 내레이션을 맡았으며, 남극의 펭귄들의 모습을 재현한다. 이 부분에서 파블로라는 이름의 펭귄은 남극점의 꽁꽁 얼어붙는 환경에 너무 지쳐 더 따뜻한 기후를 찾아 집을 떠나기로 결심하고, 칠레의 긴 해안선( 후안페르난데스 제도와 비냐델마르 포함)을 항해하고, 페루의 수도인 리마와 에콰도르의 수도인 키토를 지나 갈라파고스 제도에 상륙한다.

### "날아다니는 가우초"
프레드 실즈가 성인 내레이션을 맡은 이 부분은 우루과이의 어린 소년과 날개 달린 당나귀 부리토(스페인어로 "작은 당나귀")의 모험을 다룬다.

### "바이아"

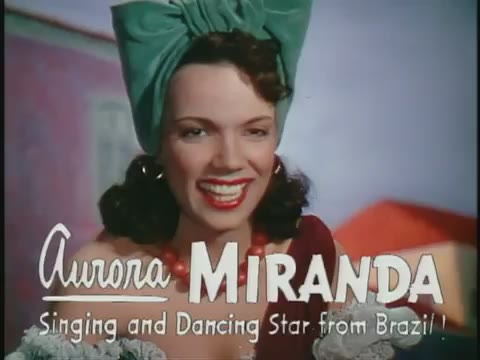
아우로라 미란다가 3인의 기사에서 노래하는 모습.

이 부분은 브라질 바이아 (영화에서는 Baía로 표기)를 통한 팝업 북 여행을 다루는데, 도널드와 조제는 삼바를 추는 현지인들을 만나고 도널드는 한 여성, 쿠키 판매원 야야 (가수 아우로라 미란다가 연기)에게 마음을 빼앗기며, 나중에 도널드가 꽃다발을 건네자 그녀는 도널드에게 키스한다.

### "라스 포사다스"
이것은 마리아 (예수의 어머니)와 나자렛의 요셉이 여관방을 찾아 헤매던 여정을 재연하며 크리스마스를 기념하는 멕시코 어린이들의 이야기이다. 스페인어로 "Posada"는 "여관" 또는 "피난처"를 의미하며, 부모들은 아이들이 마구간에서 피난처를 제공받는 집을 만날 때까지 각 집에서 "no posada"라고 말해 주었다. 이는 피냐타를 깨는 것을 포함한 축제로 이어지며, 이는 다시 도널드 덕이 자신만의 피냐타를 깨려고 시도하는 것으로 이어진다.

### "멕시코: 파츠쿠아로, 베라크루스 그리고 아카풀코"
판치토는 도널드와 조제에게 비행 사라페 또는 마법 양탄자를 타고 멕시코시티와 멕시코 전역을 둘러본다. 여러 멕시코 춤과 노래를 배운다. 나중에 도널드는 더 많은 여성들을 갈망하며, 그가 보는 모든 여성들을 쫓아다니고 애정을 얻으려 하지만, 매번 실패하고 눈을 가린 채 조제에게 키스하게 된다.

### "You Belong to My Heart"와 "Donald's Surreal Reverie"
멕시코시티의 하늘에서 도널드는 가수 도라 루스와 사랑에 빠진다. 노래 가사 자체도 시나리오의 일부를 담당한다. 그리고 여러 상상의 키스는 도널드를 "사랑은 마약이다" 장면으로 이끈다. 도널드는 끊임없이 설탕 러시 색깔, 꽃, 그리고 최악의 순간에 갑자기 나타나 혼란을 일으키는 판치토와 조제를 상상한다. 도널드가 테우안테펙 지협의 오아하카 출신인 카르멘 몰리나와 춤을 추고 난 후 장면이 바뀐다. 두 사람은 "La Zandunga"라는 노래를 부르고 춤을 춘다. 카르멘이 노래를 부르기 시작하면, 도널드는 그녀와 함께 나머지 후렴구를 "꽥꽥"거린다. 도널드가 춤을 추면서 자신을 복제한 후 "취기"는 잠시 느려지지만, 카르멘이 차로 (멕시코) 복장을 하고 지휘봉으로 말채찍을 사용하여 멕시코 혁명의 상징적인 노래인 "Jesusita en Chihuahua"에 맞춰 춤을 추면서 다양한 형태의 선인장을 나타나게 할 때 다시 빨라진다. 이 장면은 실사 애니메이션과 카툰 애니메이션의 대가적인 결합뿐만 아니라 선인장들 사이의 애니메이션으로도 유명하다.
영화의 피날레를 위해 판치토와 조제가 갑자기 분위기를 고조시키면서 장면은 중단되고, 도널드는 다리 바퀴가 달린 전날의 그 장난감 황소와 싸우게 된다. 이제 그 황소에는 폭죽과 다른 폭발물이 실려 있으며, 폭죽 불꽃놀이와 함께 "The End"라는 단어가 폭발하는데, 먼저 스페인어(Fin)로 멕시코의 국기 색깔로, 다음에는 포르투갈어(Fim)로 브라질의 국기 색깔로, 마지막으로 영어로 미국의 국기 색깔로(The End) 터져 나온다.

## 등장인물
퉁명스러운 오리
주로 선원들이 쓰는 모자와 붉은색혹은 검은색 나비 넥타이를 매고 있는 오리. 오리답게 꽥꽥거리는 목소리가 특징이다. 화를 잘 참지 못하지만 친구를 소중하게 여기고 속정이 많다.
친구인 조제와 판치토를 따라 브라질과 멕시코를 여행한다.
파코 앵무새
모자를 쓰고 나비넥타이를 맨 초록색 앵무새로 고향 브라질을 사랑하며 특히 삼바춤과 노래, 여자를 좋아한다. 3인의 기사중 가장 신사적이다. 고향의 영향인지 가끔 포르투갈어로 말할 때가 있으며 종종 시가 담배를 피운다.
카를로스 치킨
솜브레로를 쓴 멕시코에서 온 붉은 닭으로 3인의 기사중 가장 열정적이고 쾌활하다. 고향의 영향인지 '아디오스', '아미고'처럼 스페인어가 나오는 경우가 종종 있다.

## 음악
- "Three Caballeros"

노래: 호아킨 가레이
영화의 첫 배경음이면서 중반에 판치토가 등장하면서 도널드와 조제, 3인의 기사가 춤추면서 부르는 노래. 이 영화의 주제곡이라 할 수 있다. 제목 그대로 3인의 기사들의 우정을 노래한 노래이다.
- "Baía"

노래: 조제 올리베이라
조제가 바이야를 소개하면서 부르는 노래이다
- "Os Quindins de Iaiá"
- "You Belong to My Heart"

## 같이 보기
- 월트 디즈니 픽처스의 영화 목록